# María del Pilar Carreón Castro
María del Pilar Carreón Castro (Ciudad Juárez, 13 de noviembre de 1966) es una química, docente e investigadora mexicana. 

## Trayectoria
Realizó sus estudios en la Facultad de Química de la UNAM, en donde obtuvo los grados de maestría y doctorado en Ciencias. Además, realizó una estancia postdoctoral en Francia, en el Instituto de Física y Química de materiales de Estrasburgo. 
Fue jefa del departamento de química de radiaciones y radioquímica, coordinadora de la Unidad de Docencia y Formación de Recursos Humanos, Secretaria Académica y representante de los tutores del Instituto de Ciencias Nucleares de la UNAM. Es docente de licenciatura en la Facultad de Ingeniería y en la Facultad de Química de la UNAM; igualmente imparte cursos de posgrado y de otros programas en la Benemérita Universidad Autónoma de Puebla y en la Universidad Autónoma del Estado de Hidalgo. Desde 1997 integra el Sistema Nacional de Investigadores.
En 2020 fue designada por la Junta de Gobierno de la UNAM como directora del Instituto de Ciencias Nucleares y se convirtió en la primera mujer en dirigir dicha institución para el periodo 2020-2024.  Forma parte del equipo de personas investigadoras del Laboratorio Internacional Asociado México - Francia y es integrante de la Academia Mexicana de Ciencias. Ha participado como árbitro regular en más de 50 publicaciones internacionales y de proyectos del Consejo Nacional de Ciencia y Tecnología, además de otras instituciones.
Ha asesorado 21 tesis de licenciatura, 10 de maestría y 6 de doctorado; además de conformar grupos de investigación en la Facultad de Estudios Superiores Zaragoza, la Universidad Autónoma del Estado de Morelos y en la Universidad de Guanajuato. Cuenta con más de 100 publicaciones, cerca de 68 artículos científicos, 2 artículos de divulgación, 28 memorias y capítulos de libros. Sus trabajos de investigación han sido retomados más de 550 veces. 
Ejerce como directora del Instituto de Ciencias Nucleares de la Universidad Nacional Autónoma de México, siendo la primera mujer en ocupar ese cargo. Sus líneas de investigación se enfocan a temáticas como desarrollo de materiales semiconductores orgánicos para uso en dispositivos optoelectrónicos, tales como diodos orgánicos de emisión de luz, transistores orgánicos y celdas fotovoltaicas. Además de la construcción de materiales orgánicos supramoleculares autoensamblados para reconocimiento molecular en estado sólido y disolución; así como biestables híbridos para maquinaria molecular. 

## Premios y reconocimientos
En 2010, fue galardonada con la medalla Gabino Barreda por su investigación de maestría y con el reconocimiento Sor Juana Inés de la Cruz de la UNAM.